# San Fernando (Bukidnon)
San Fernando (Bayan ng San Fernando) är en kommun i Filippinerna. Kommunen ligger på ön Mindanao, och tillhör provinsen Bukidnon. Folkmängden uppgår till 40 165 invånare.

## Barangayer
San Fernando är indelat i 24 barangayer.
| - Bonacao - Cabuling - Kawayan - Cayaga - Dao - Durian - Iglugsad - Kalagangan - Kibongcog - Little Baguio - Nacabuklad - Namnam | - Palacpacan - Halapitan (Pob.) - San Jose - Santo Domingo - Tugop - Matupe - Bulalang - Candelaria - Mabuhay (Kalagutay) - Magkalungay - Malayanan - Sacramento Valley |